# Sarmizegetusa

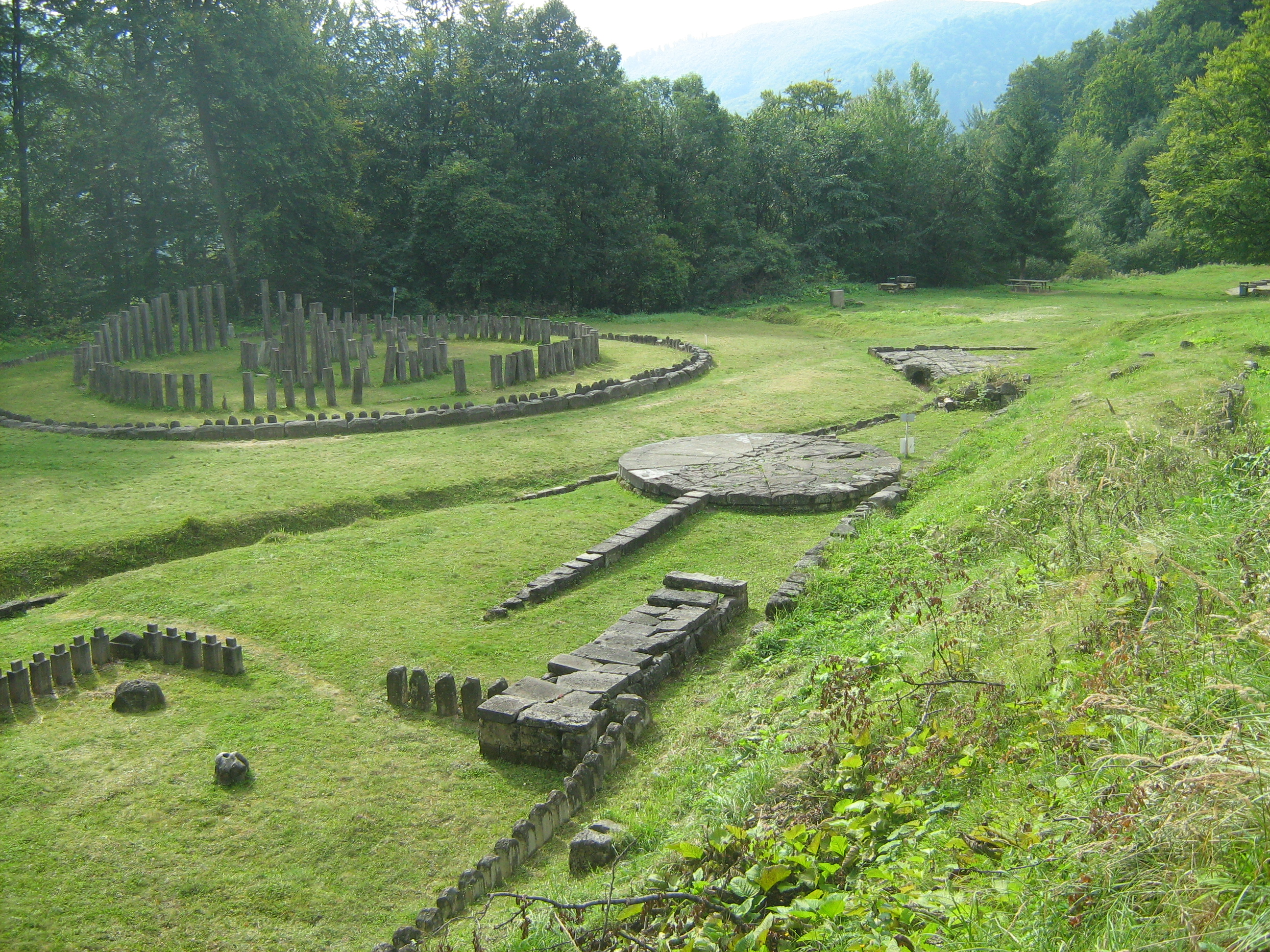
Pozůstatky svatyň v královské Sarmizegetuse

Sarmizegetusa Regia bylo opevněné hradiště sloužící od dob krále Burebisty jako vojenské, politické a náboženské středisko Dáků. Město, rozkládající se na ploše více než 30 000 metrů čtverečních se nacházelo se na vrcholu téměř 1200 metrů vysoké hory a představovalo jádro obranného systému v Orăștijských horách. Někdy bývá označováno jako rumunské Machu Picchu. Sarmizegetusa zůstala dáckým hlavním městem až do roku 106, kdy ji za druhé dácké války dobyli a zpustošili Římané. Výjevy z pádu města lze naleznout na Trajánově sloupě v Římě. Poslední dácký král Decebalus uprchl do hor, kde spáchal sebevraždu. Sarmizegetusa poté zůstala opuštěná.
Vítězové založili nedlouho poté na strategickém místě vzdáleném přibližně 40 kilometrů od královské rezidence kolonii nazvanou Ulpia Traiana Sarmizegetusa. Město, zalidněné veterány válek s Dáky, čítalo asi 20 až 25 000 obyvatel, disponovalo mohutnými hradbami a fungovalo jako kulturní a administrativní centrum římské Dácie. Dodnes jsou zde patrné ruiny fóra, amfiteátru a četných chrámů.

## Současný stav
V lesích pohoří Sureanu zůstaly zachovány zbytky opevnění. Řady kamenných bloků archeologové označují termínem „murus dacicus“, dácká zeď. Uvnitř opevněné metropole jsou zbytky chrámů, zasvěcených dáckým bohům Zalmoxisovi, Gebeleizisovi a Benais. S hlavní městskou branou je spojuje 2000 let stará cesta, vydlážděná obrovskými kamennými deskami. 